# جزیره پادره جنوبی

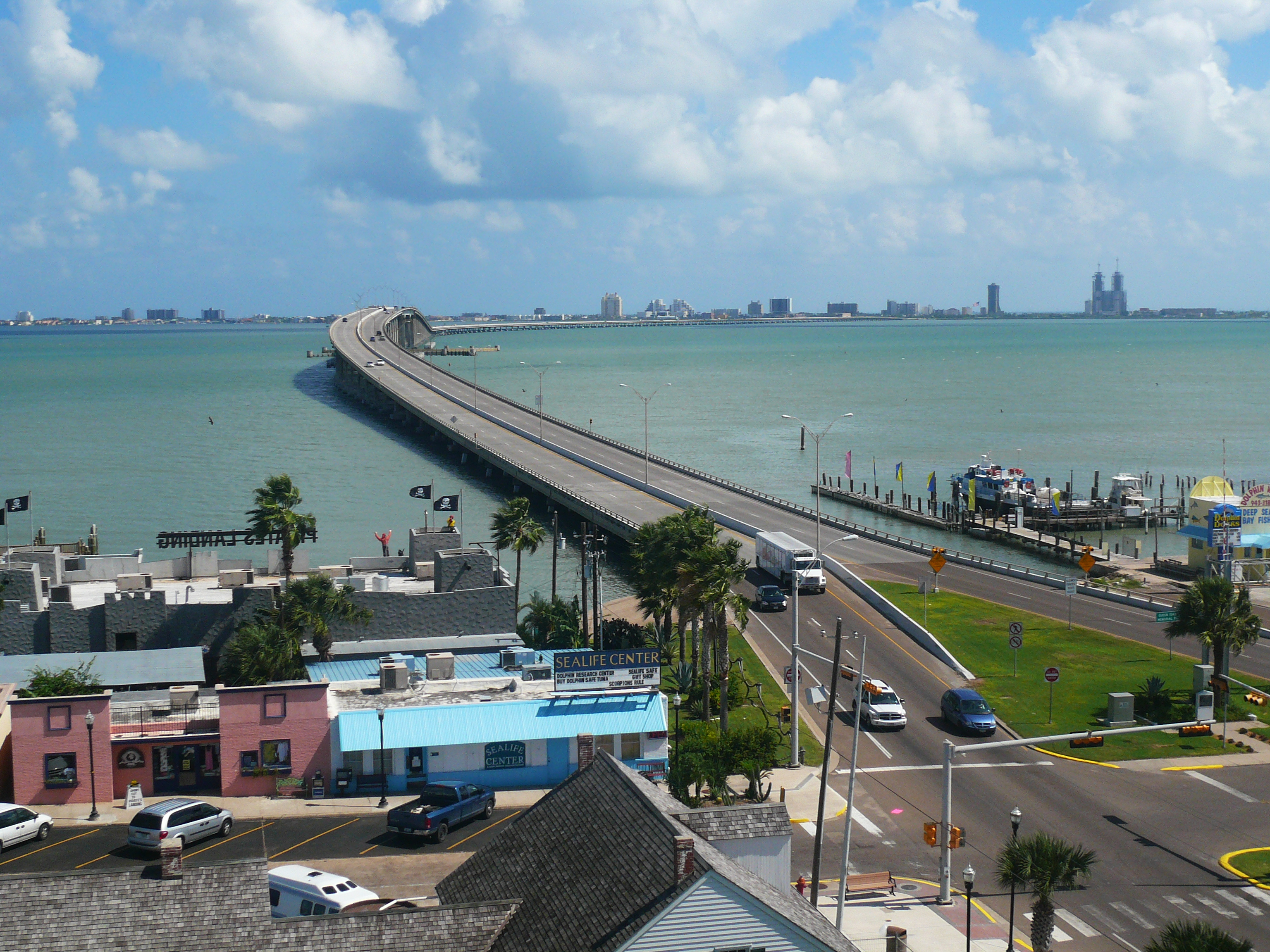
پل ورودی جزیره پادره جنوبی

جزیره پادره جنوبی (به انگلیسی: South Padre Island) یک منطقه محبوب گردشگری در ایالات متحده آمریکا است.
این جزیره در جوار خلیج مکزیک، و در جنوب ایالت تکزاس قرار دارد.
ساحل ملی جزیره پادره در اینجا قرار دارد.

## نگارخانه

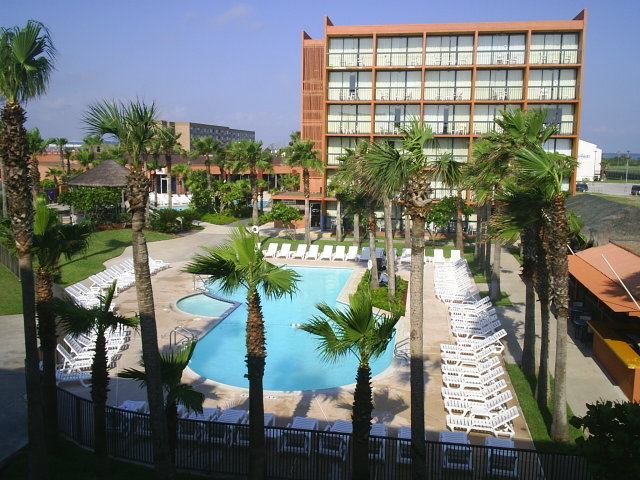
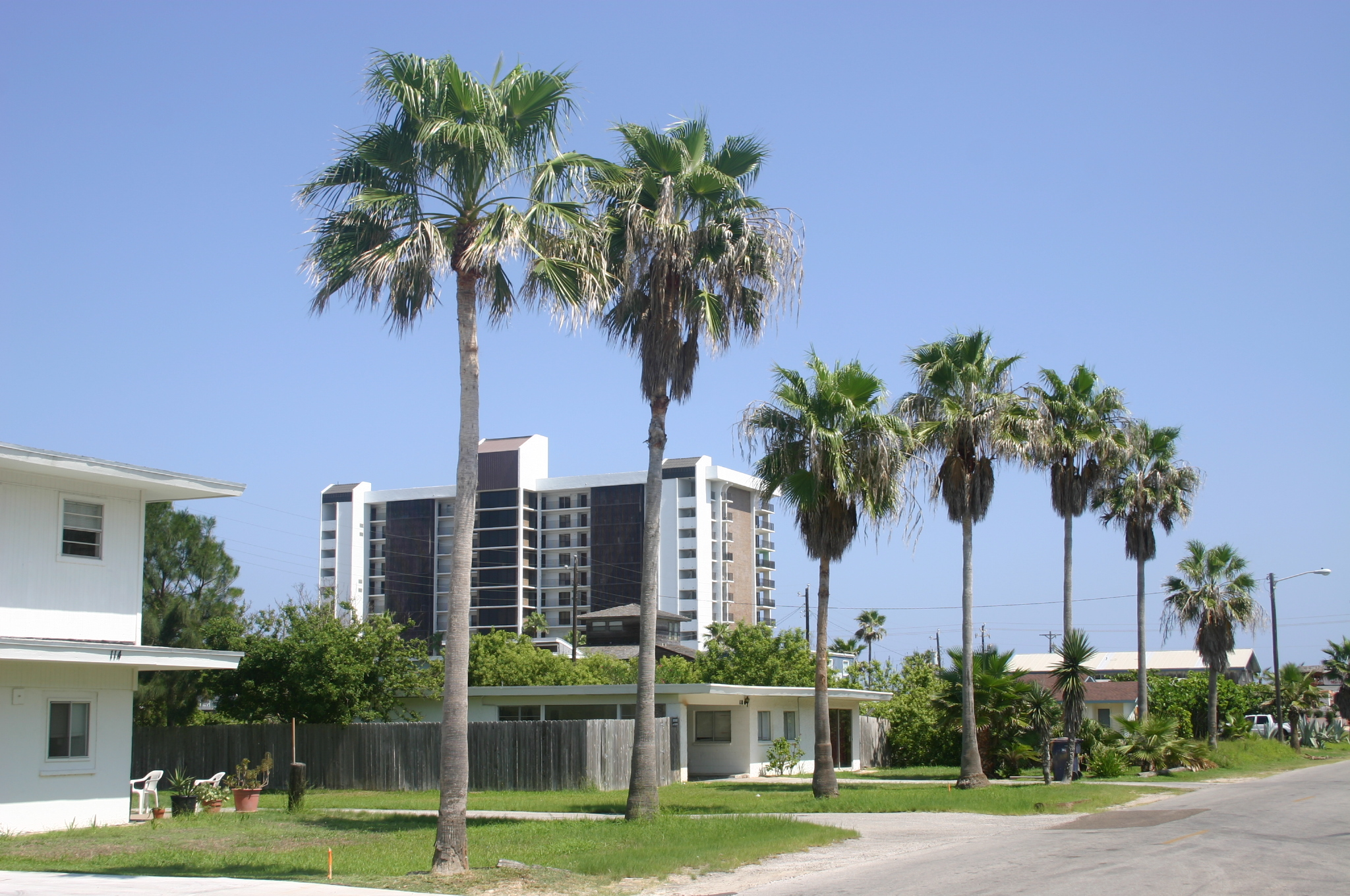
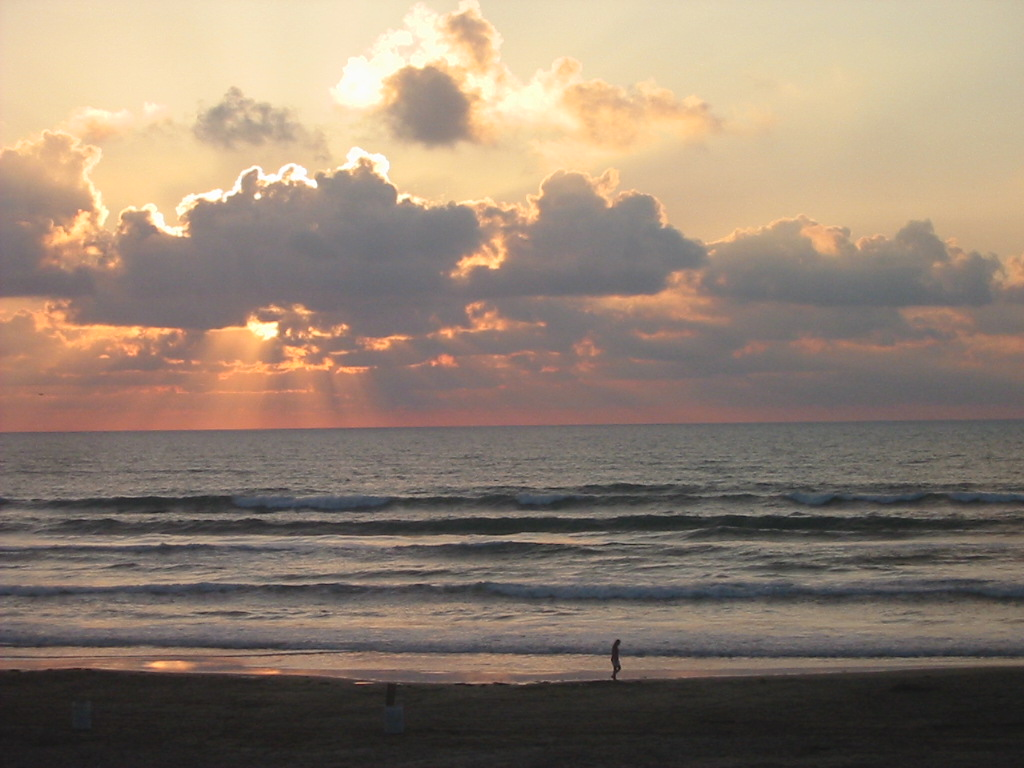
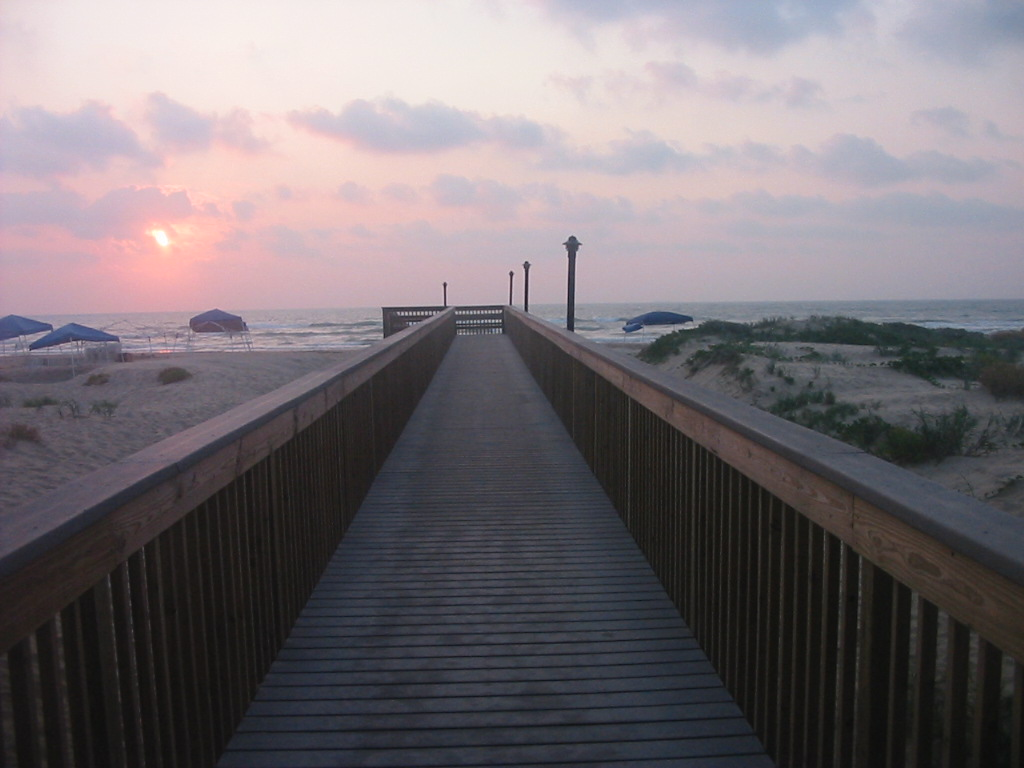
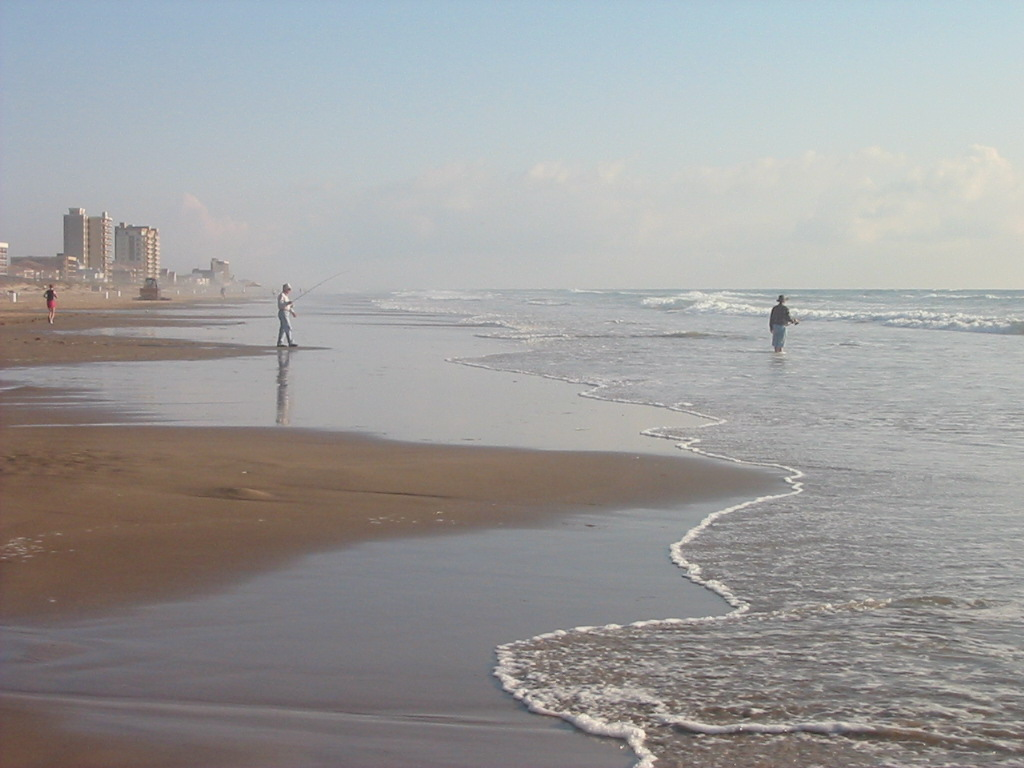
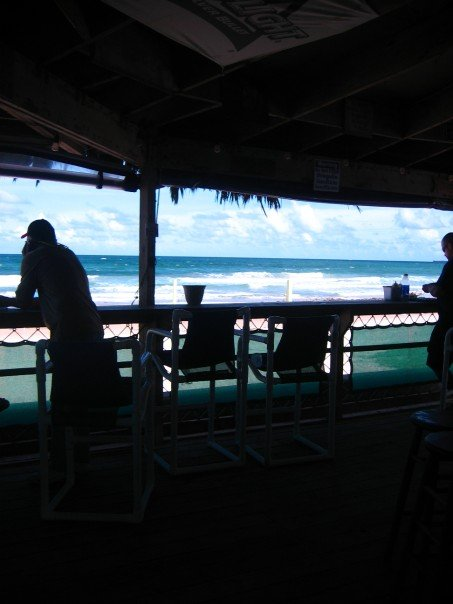